# Шимбарк (Варминско-Мазурское воеводство)
Шимбарк (нем. Schönberg, пол. Szymbark) — поселение в Польше в Варминско-Мазурском воеводстве, в районе Илава, в коммуне Илава, на северном берегу Шимбарского озера.
Деревня Шимбарк была впервые упомянута в 1378 году как поселение у замка Немецкого ордена. Деревня Шимбарк знаменита руинами старинного замка.
Строительство замка началось в середине XIV века. После секуляризации Тевтонского ордена он стал собственностью семьи фон Поленца, которая перестроила его в резиденцию эпохи Возрождения. С 1699 года замок принадлежал семье фон Финкенштайн, В 1856—1858 годах было добавлено новое жилое крыло. Последняя серьёзная реконструкция осуществлена во второй половине XIX — начале XX века. В 1946 году он был сожжён частями Красной Армией. В последующие годы были проведены работы по консервации сохранившихся руин и частично восстановлена кровля над башнями. Хорошо сохранились внешние стены и 10 башен (изначально было 12).

## Достопримечательности
- Руины старинного замка.
- Мельница и дом № 19 (деревянные), со второй половины XIX века.
- Недалеко от руин замка находится 210-летний ясень (с диаметром ствола 325 см и высотой 40 метров), а также 200-летние сосны. Со стороны поселка Камёнка к замку ведёт живописная аллея старых дубов.

## Галерея
- Руины замка
- Дубовая аллея на пути к замку
- Надгробия в родовом кладбище семьи Финкенштайн